# An Saita
An Saita (japanisch 斎田 杏 Saita An; * 27. Januar 1993) ist eine japanische Volleyballspielerin.

## Karriere
Saita spielte von 2012 bis 2017 bei Hitachi Rivale in Hitachinaka. Mit dem Verein erreichte sie in der Saison 2016/17 den dritten Platz in der japanischen Liga. Anschließend wechselte die Libera zum deutschen Bundesligisten Schwarz-Weiss Erfurt. Nach einer Saison in Deutschland wechselte Saita nach Rumänien zum Champions-League Teilnehmer aus Bukarest. Von 2019 bis 2022 spielte sie drei Saisons bei Sm'Aesch Pfeffingen in der ersten Schweizer Liga. Anschließend kehrte sie nach Japan zurück und gab ihr Karriereende bekannt.